# Ponts d'Årsta
Les ponts d'Årsta (en suédois Årstabroarna) sont deux ponts parallèles situés à Stockholm. Ils franchissent la baie d'Årsta, reliant le centre de la capitale suédoise à sa banlieue sud. Ce sont des ponts ferroviaires, qui supportent en tout quatre voies de chemin de fer.
Le pont Est, le plus ancien, a été inauguré en 1929. Il est emprunté par les trains circulant vers le sud, tandis que le pont Ouest, inauguré en 2005, est utilisé par les trains se dirigeant vers le nord. Ceci est lié au principe de circulation ferroviaire à gauche en Suède. Les deux voies situées vers l'intérieur des ponts sont affectées au trafic local, tandis que les deux voies situées vers l'extérieur sont affectées au trafic longue distance. Le pont Ouest inclut également une piste cyclable et une voie pour les piétons. Au milieu de la baie d'Årsta, les deux ponts reposent sur des îlots connus sous le nom d'îlots d'Årsta.
Depuis 1986, le pont Est est classé monument historique (byggnadsminne).

## Contexte historique

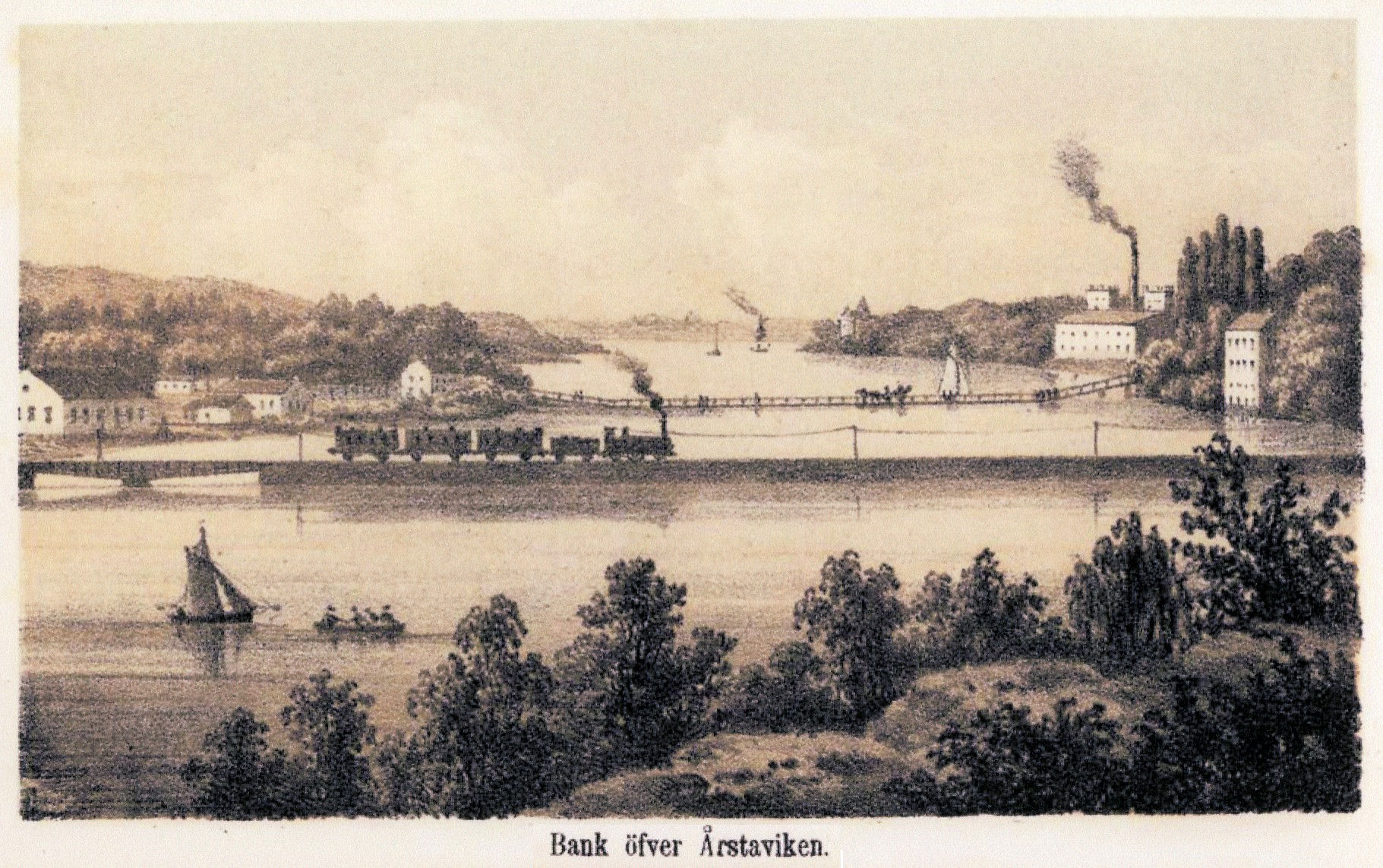
La digue et le pont tournant en 1870

La première liaison ferroviaire à travers la baie d'Årsta est mise en place en 1860 pour la ligne Stockholm-Göteborg. On construit alors une digue et un pont tournant dans la baie, environ 500 mètres à l'ouest de l'emplacement actuel des deux ponts. Des vestiges du pont tournant peuvent encore être observés aujourd'hui près de la culée sud du pont de Liljeholm.
Dans les années 1920, un vaste projet d'infrastructure le long des berges sud de l'île de Södermalm est lancé. L'objectif et de détourner par le sud le trafic maritime qui s'effectuait précédemment par le centre historique de Stockholm. Dans ce cadre, la présence de la digue et du pont tournant apparait comme une source d'engorgement. C'est ainsi que le pont d'Årsta (l'actuel pont Est) voit le jour. Le projet d'infrastructure, qui prend le nom de Hammarbyleden (la voie Hammarby) inclut aussi trois ponts routiers basculants : le pont de Liljeholm, le pont de Skans et le pont de Danvik, ainsi qu'une écluse (l'écluse de Hammarby) et un canal (le canal de Danvik).

## Le pont Est

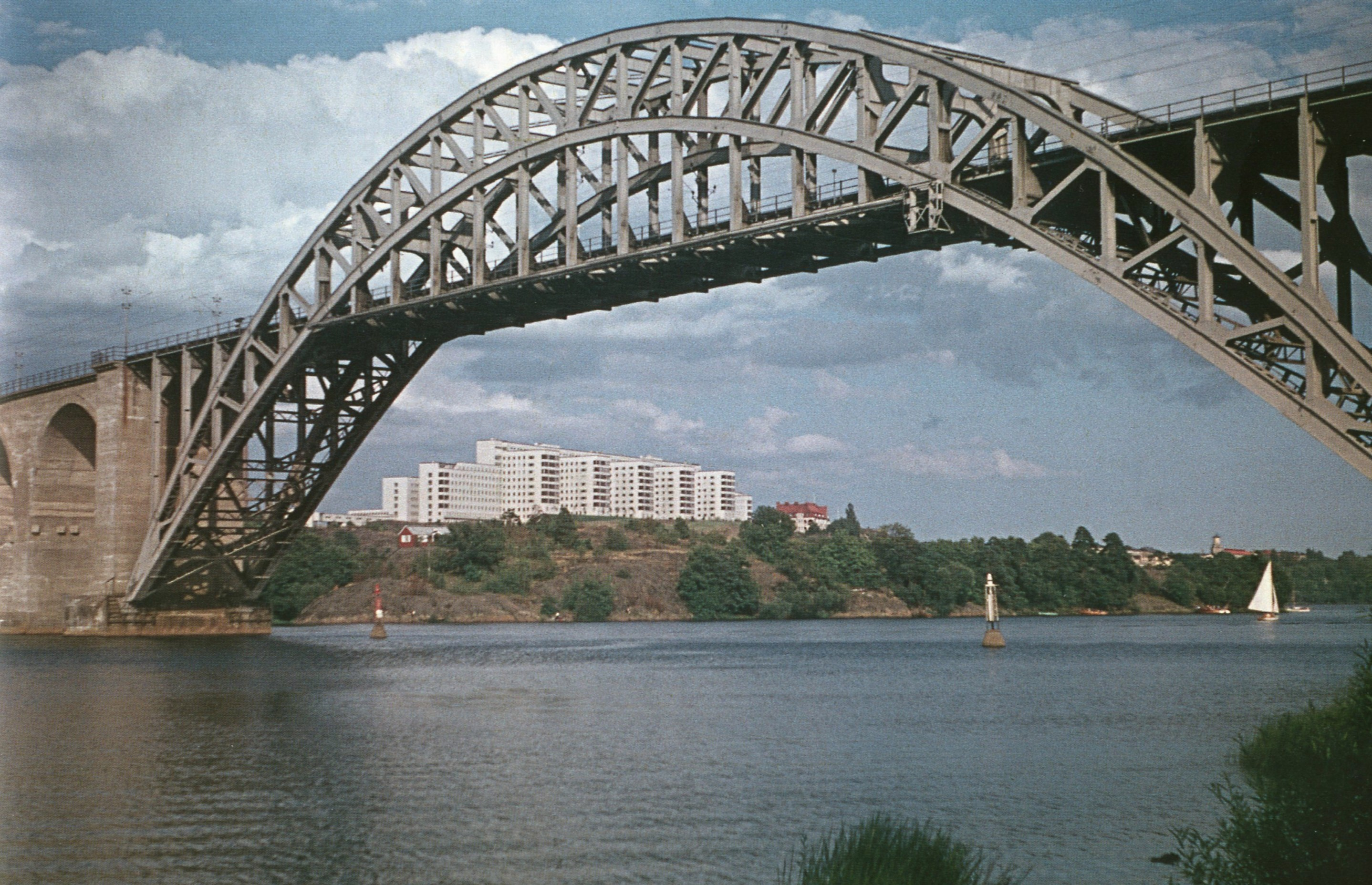
L'arc métallique du pont d'Årsta, vue de la rive sud avec l'hôpital Sud en arrière-plan, à la fin des années 1940.

Le nouveau tracé de la ligne Stockholm-Göteborg à travers la baie d'Årsta est défini au milieu des années 1910. Il représente un gain de 787 mètres par rapport à l'ancien tracé via le pont tournant. Pendant la Première Guerre mondiale, le projet de construction du pont est amorcé avec la prise de relevés topographiques sur le terrain. Un concours architectural international est lancé dans l'immédiat après-guerre.
Lorsque la compétition prend fin le 15 mai 1919, 34 propositions ont été reçues. Le jury est composé notamment de l'architecte Ivar Tengbom et de l'ingénieur des ponts et chaussées Per Gullander. C'est le projet Simplicitas, œuvre des architectes Sven Markelius et Olof Lundgren qui l'emporte. Il a été déposé par le groupe allemand MAN, en collaboration avec le constructeur Arcus AB.

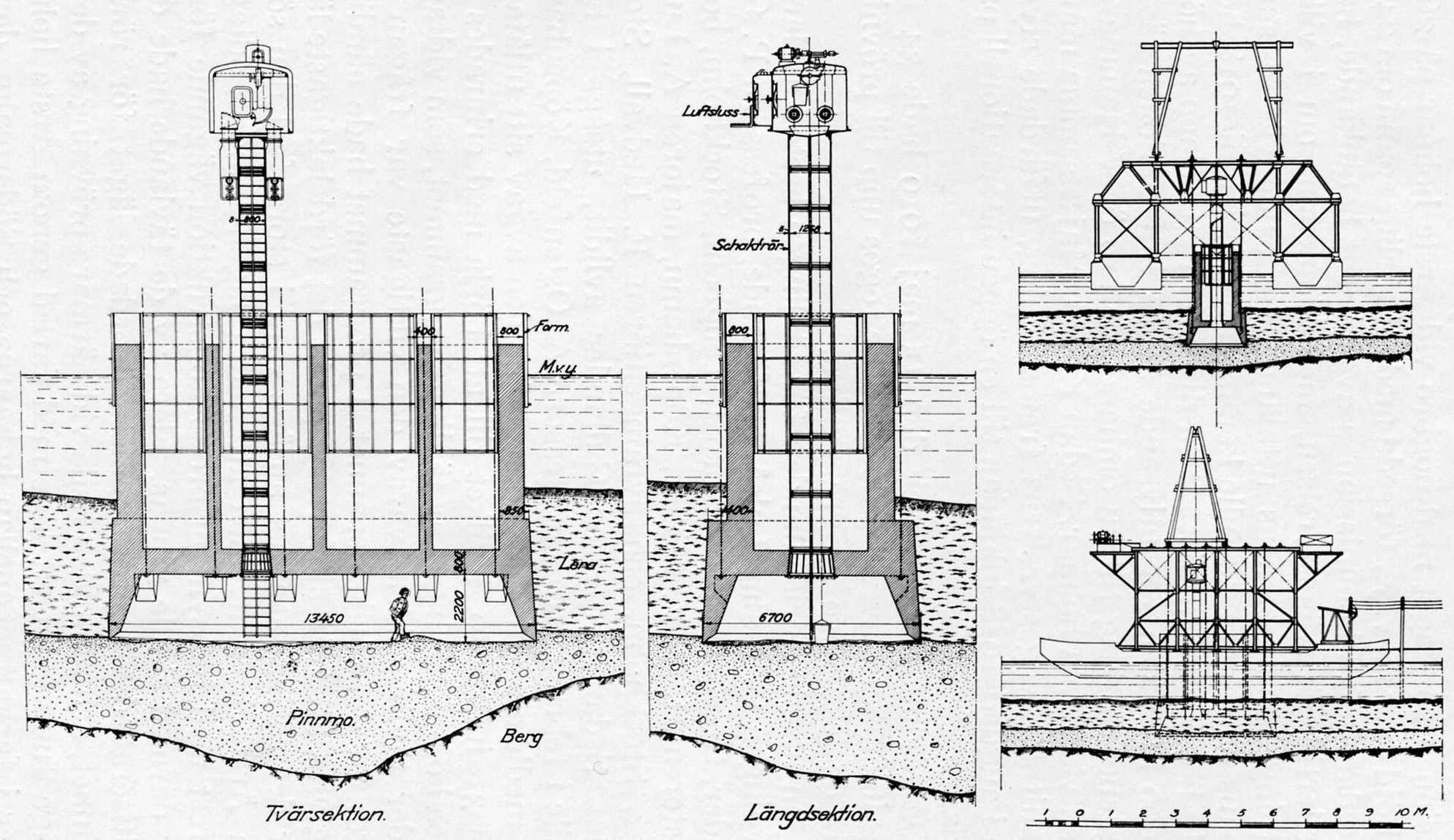
Mise en place des fondations à l'aide de caissons.

Le projet comprend un pont à voûtes courtes, semblable à un aqueduc, et un arc métallique au-dessus du passage maritime. Après de longues discussions, et plusieurs amendements de la proposition, un accord est signé en 1923 avec les maîtres d'ouvrage, à savoir la société des chemins de fer suédois et la ville de Stockholm. Les travaux peuvent alors commencer.
Le pont d'Årsta est construit entre 1923 et 1929 sous la direction de l'architecte en chef des chemins de fer suédois, Folke Zettervall. Parmi les ingénieurs ayant participé à la construction, on peut citer notamment Ernst Nilsson et Salomon Kasarnowsky, qui ont aussi contribué à la construction du pont de Traneberg et du pont de l'Ouest à Stockholm. Henrik Kreüger, professeur à l'Institut royal de technologie, intervient en tant qu'expert tandis que c'est l'architecte Cyrillus Johansson qui est chargé de la réalisation des plans détaillés.
Le pont Est est formé d'une part de 20 voûtes en béton, et d'autre part d'un arc en acier d'environ 150 mètres situé au sud des îlots d'Årsta. Sous les eaux de la baie, les fondations des piles sont réalisées à l'aide de caissons étanches. C'est la première fois que cette technique de construction est utilisée en Suède. Les voûtes sont quant à elles formées à l'aide d'une structure flottante, qui est soutenue par des consoles que l'on peut encore observer sur les piles aujourd'hui (quatre consoles de part et d'autre de chaque pile).
Au moment de son inauguration, le pont Est est le plus long de Suède. Il est prévu pour pouvoir supporter un deuxième tablier pour le trafic routier (voir ci-dessous la section pont routier). Au nord des îlots d'Årsta, la silhouette du pont est dominée par deux hauts pylônes. Il ne s'agit pas simplement d'un attribut esthétique imaginé par les architectes. Il est en effet possible entre les pylônes de soulever le tablier pour permettre le passage de navires de haut gabarit. Pendant les années 1960, ce dispositif n'est toutefois plus utilisé que quelques fois par an, et le 23 février 1973 il est annoncé que le tablier va être définitivement scellé en position basse.
La longueur totale du pont est de 753 mètres et sa largeur est de 9 mètres. La hauteur libre au sud des îlots Årsta est de 26 mètres, la largeur du passage navigable étant de 75 mètres. Avant la fixation définitive du tablier au nord des îlots, la hauteur libre était de 32 mètres. Elle n'est plus aujourd'hui que de 21,5 mètres, et la largeur du passage navigable est de 24 mètres.
Sur le pylône sud du pont, on peut lire l'inscription suivante : « ce pont a été construit sous le règne du roi Gustave V entre 1925 et 1929 ».
Le pont est inauguré le 23 novembre 1929 par le roi Gustave V. Le coût total du projet est de 11 millions de couronnes. Le pont est classé monument historique (byggnadsminne) depuis 1986. Il figure sur un timbre édité par la poste suédoise le 1er décembre 1956. Il a fait l'objet d'importants travaux de rénovation qui se sont achevés en septembre 2012. En particulier, les voûtes ont été recouvertes d'une nouvelle couche de béton.

### Photographies historiques

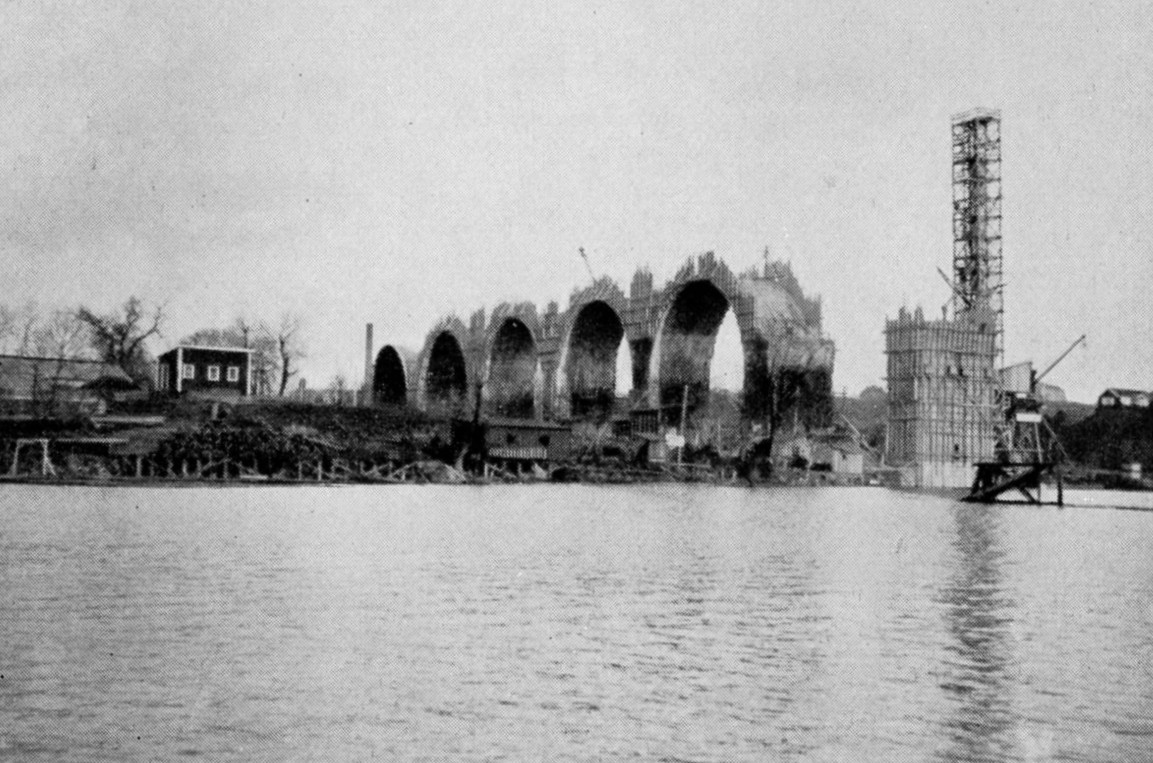
Construction des voûtes vers 1924.
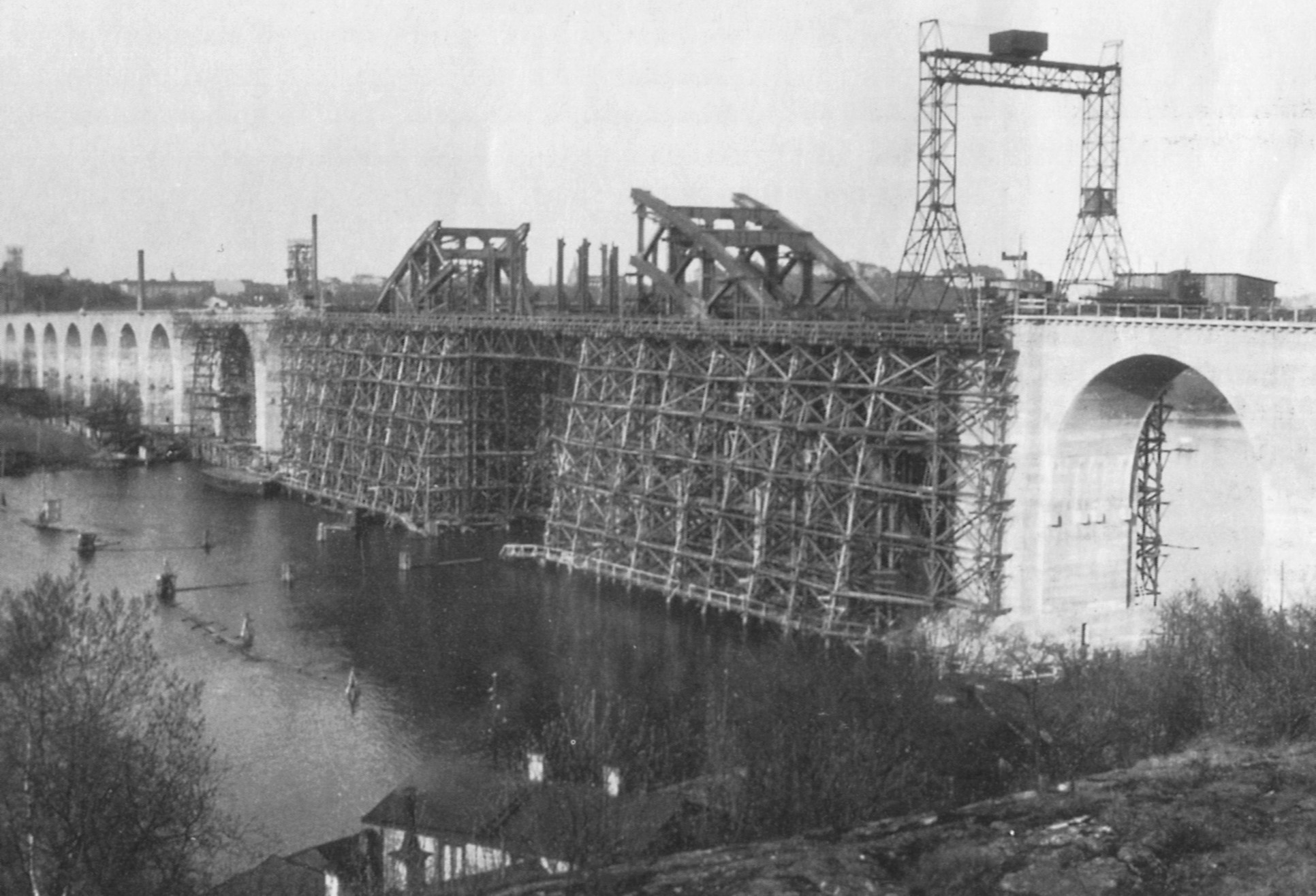
Construction de l'arc vers 1928.
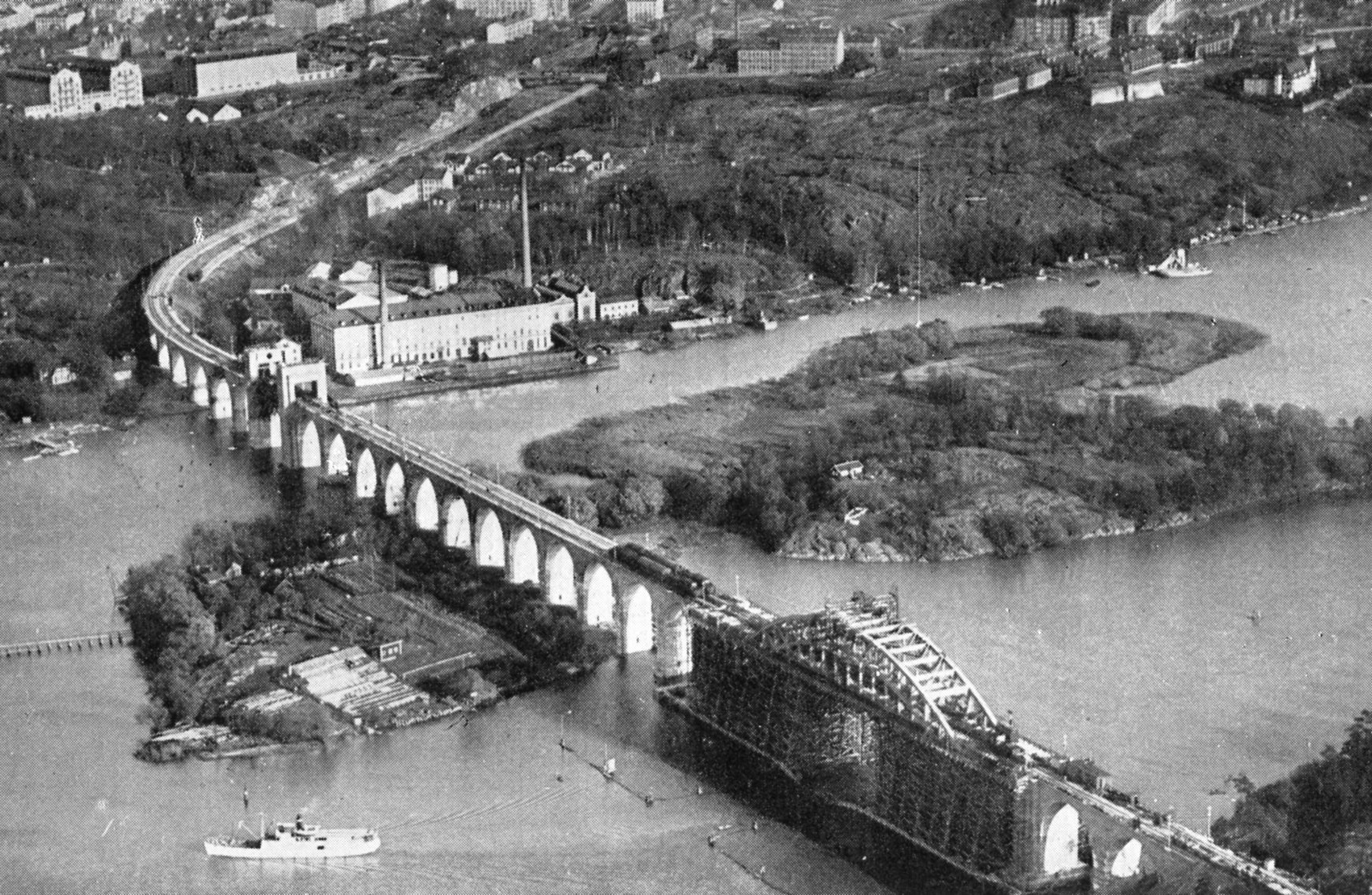
Un peu avant la fin des travaux.

### Le pont routier

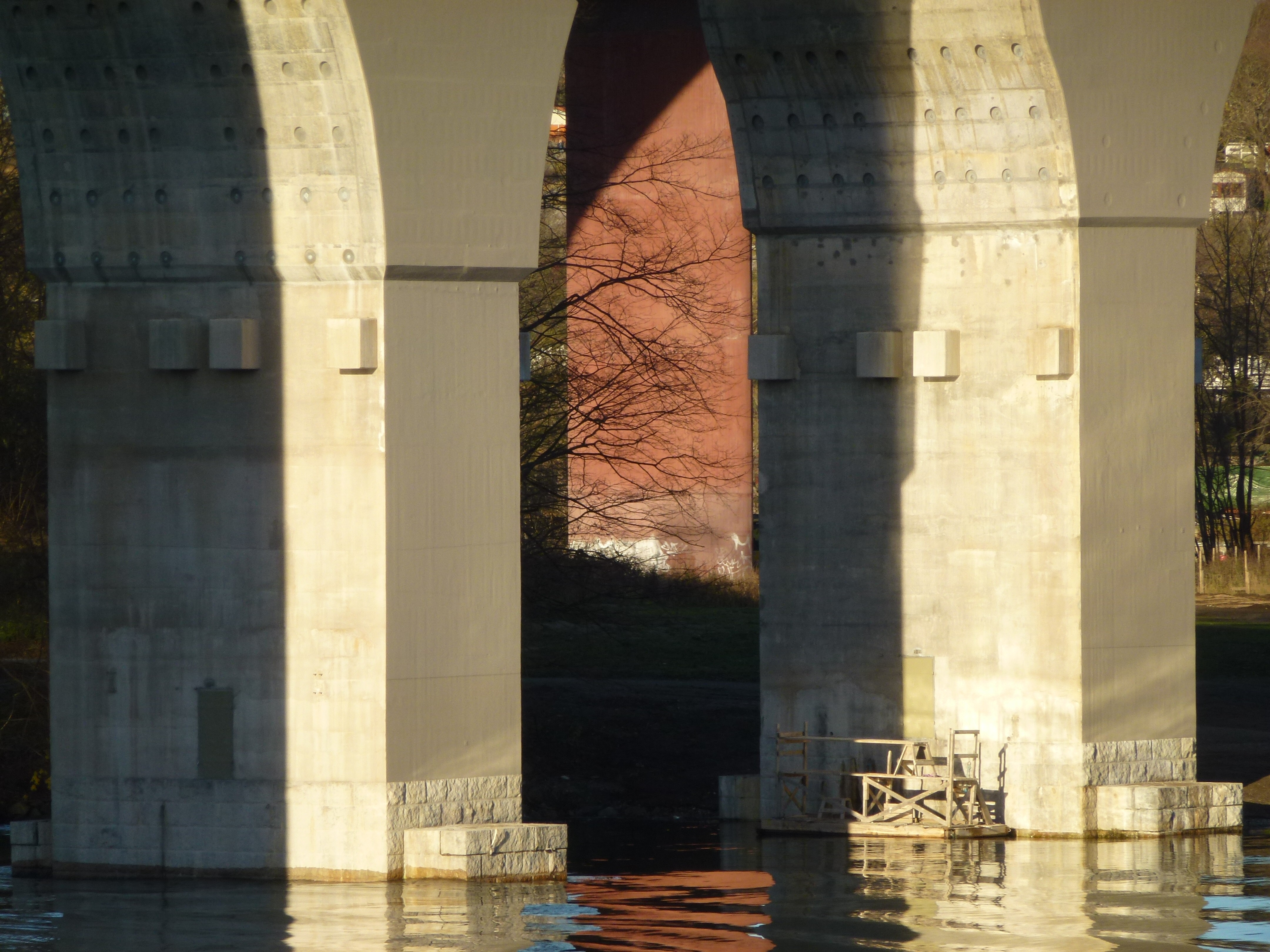
Sur le côté des piles, on remarque les supports destinés à soutenir le pont routier.

À l'origine, on prévoit d'avoir un pont à bascule sur la partie nord du pont plutôt que le système de tablier mobile. Si cette seconde option est choisie en 1925, c'est parce que la ville de Stockholm souhaite qu'il soit possible, dans le futur, de rajouter un passage routier au-dessus des voies de chemin de fer. Le pont est donc construit de façon à pouvoir supporter une structure métallique additionnelle située 32 mètres au-dessus de la surface de l'eau. C'est la ville de Stockholm qui prend en charge le surcoût.

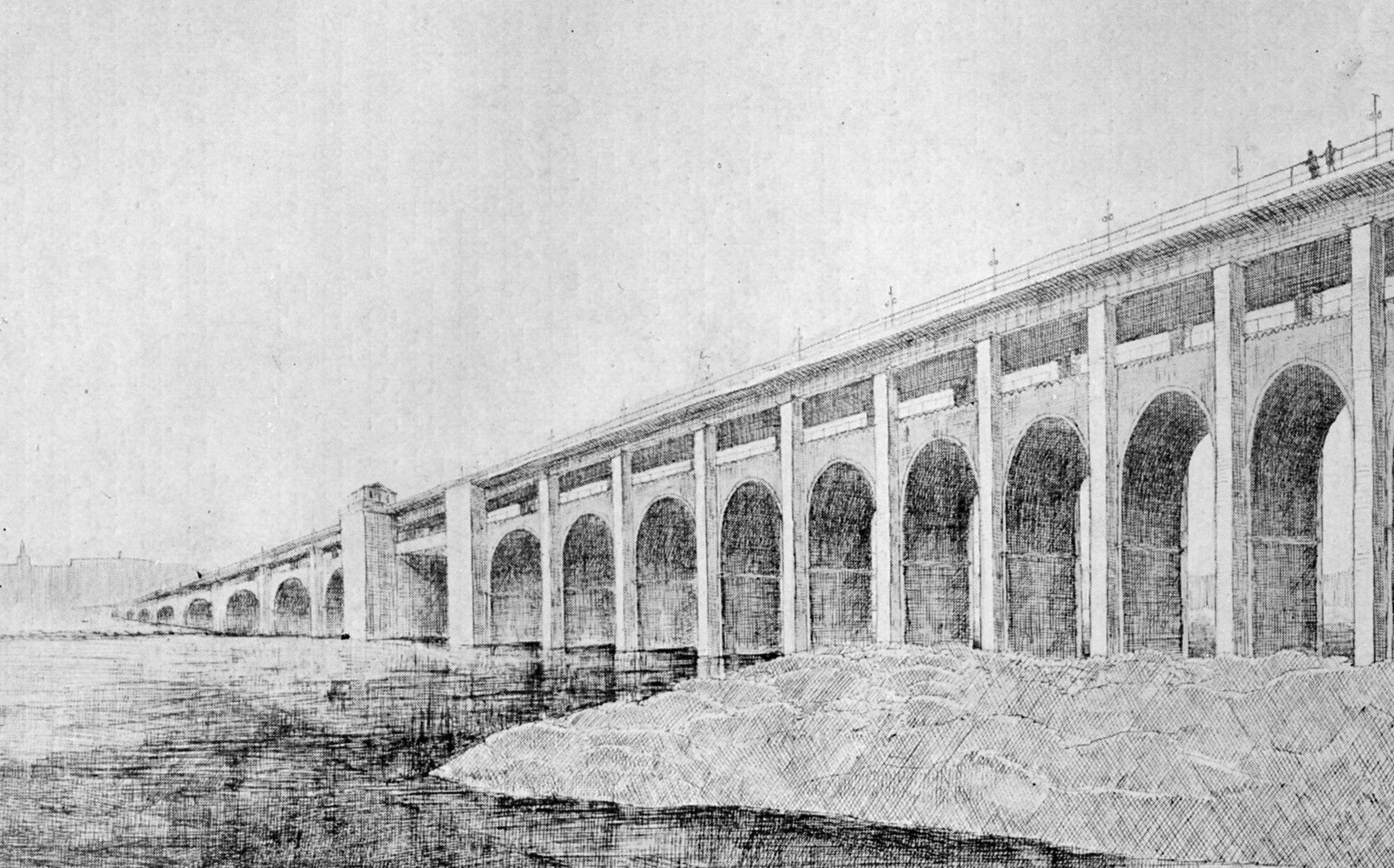
Structure en béton pour le pont routier, proposition de 1924.

Selon les plans, la structure du pont routier reposera sur des supports aménagés sur les côtés des piles. On peut encore voir ces supports aujourd'hui, 1,5 mètre au-dessus de la surface de l'eau.
La structure sera constituée de deux rangées de poutres rivetées verticales, supportant un système de poutres croisées horizontales, sur lesquelles reposera un tablier en béton armé. Au sud, le pont routier prendra appui sur le sommet de l'arc, qui est renforcé à cet effet.
On prévoit pour le tablier supérieur une largeur de 16 mètres, dont 11 mètres pour les voies routières. Le plus haut point devait être situé 38,3 mètres au-dessus de la surface de l'eau.
Une alternative, dans laquelle la structure métallique est remplacée par une structure en béton, est présentée en 1924. Son auteur est vraisemblablement Cyrillus Johansson.
Le pont routier ne verra jamais le jour, même s'il revient régulièrement sur le devant de la scène. L'un des éléments qui jouent en sa défaveur  est qu'au sud, les arcs du pont en acier limitent la largeur à un maximum de trois voies de circulation, ce qui apparaît insuffisant dès les années 1960.

### Photographies contemporaines

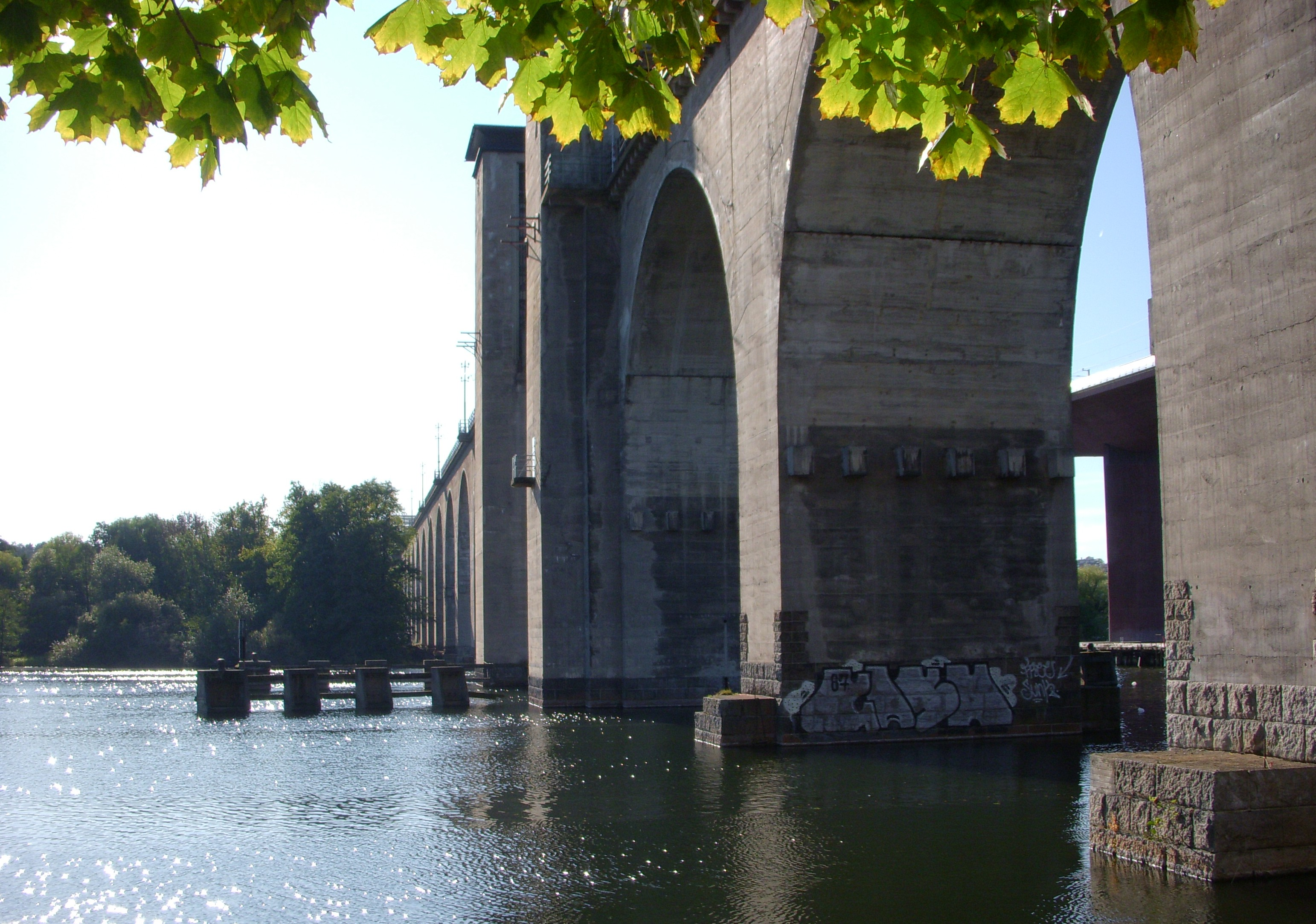
Le pont Est, partie nord.
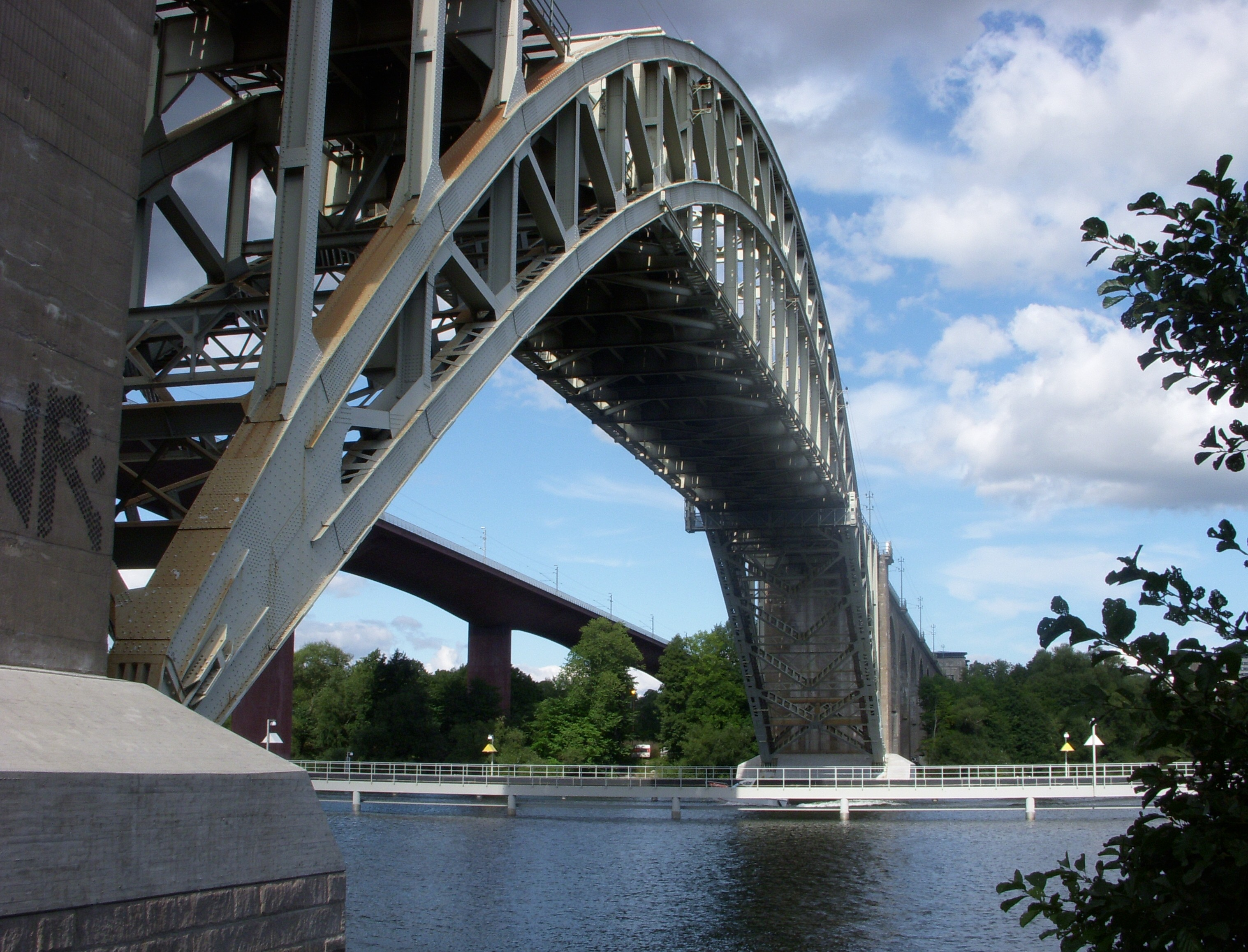
Le pont Est, partie sud.
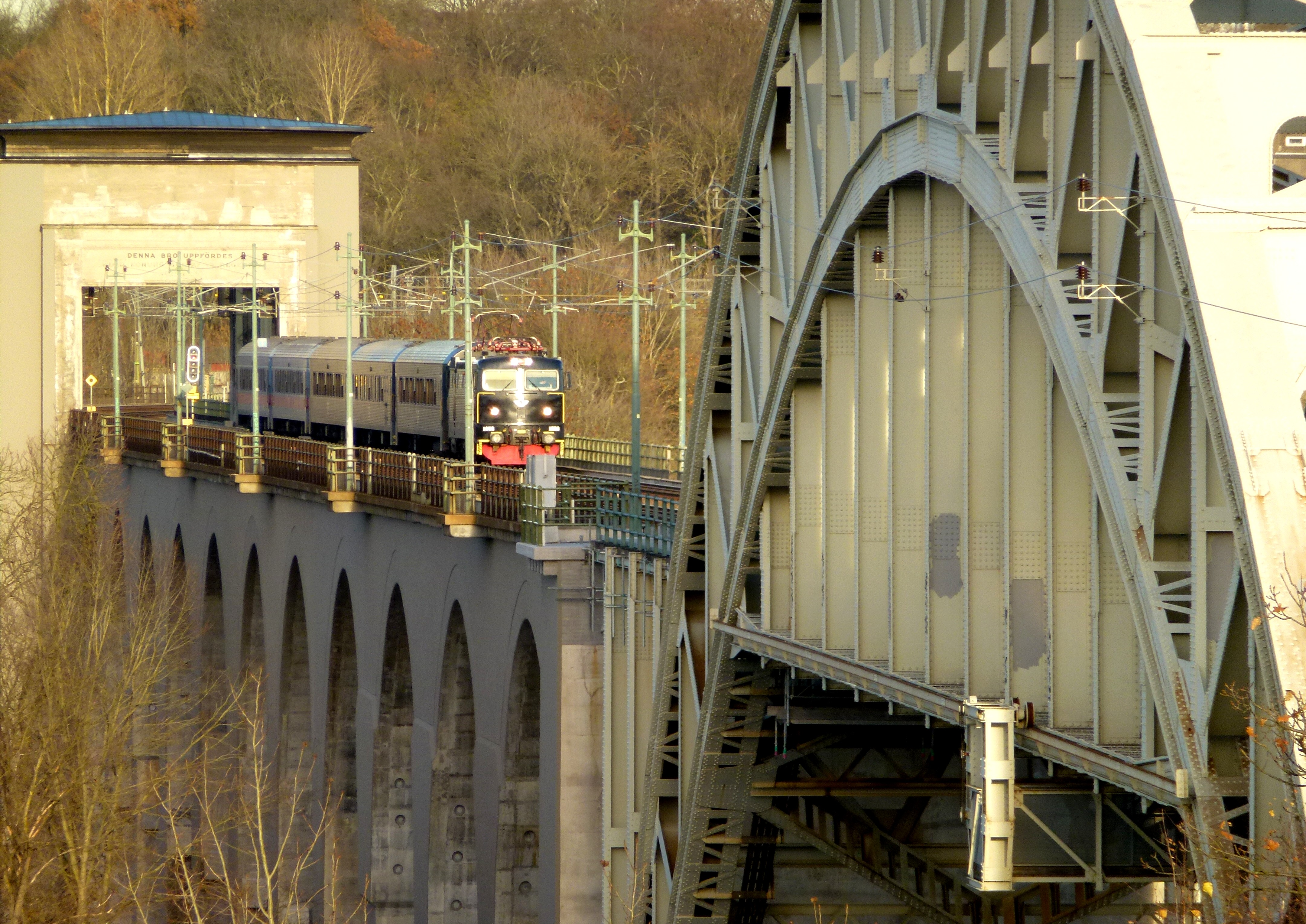
Passage d'un train longue distance.

### Le pont Est dans la culture populaire
Le pont Est figure dans la vidéo de la chanson The Day Before You Came du groupe ABBA, parue en 1982. On peut y voir, filmé depuis un hélicoptère, et pendant 25 secondes, un train traverser le pont en direction du sud.

## Le pont Ouest

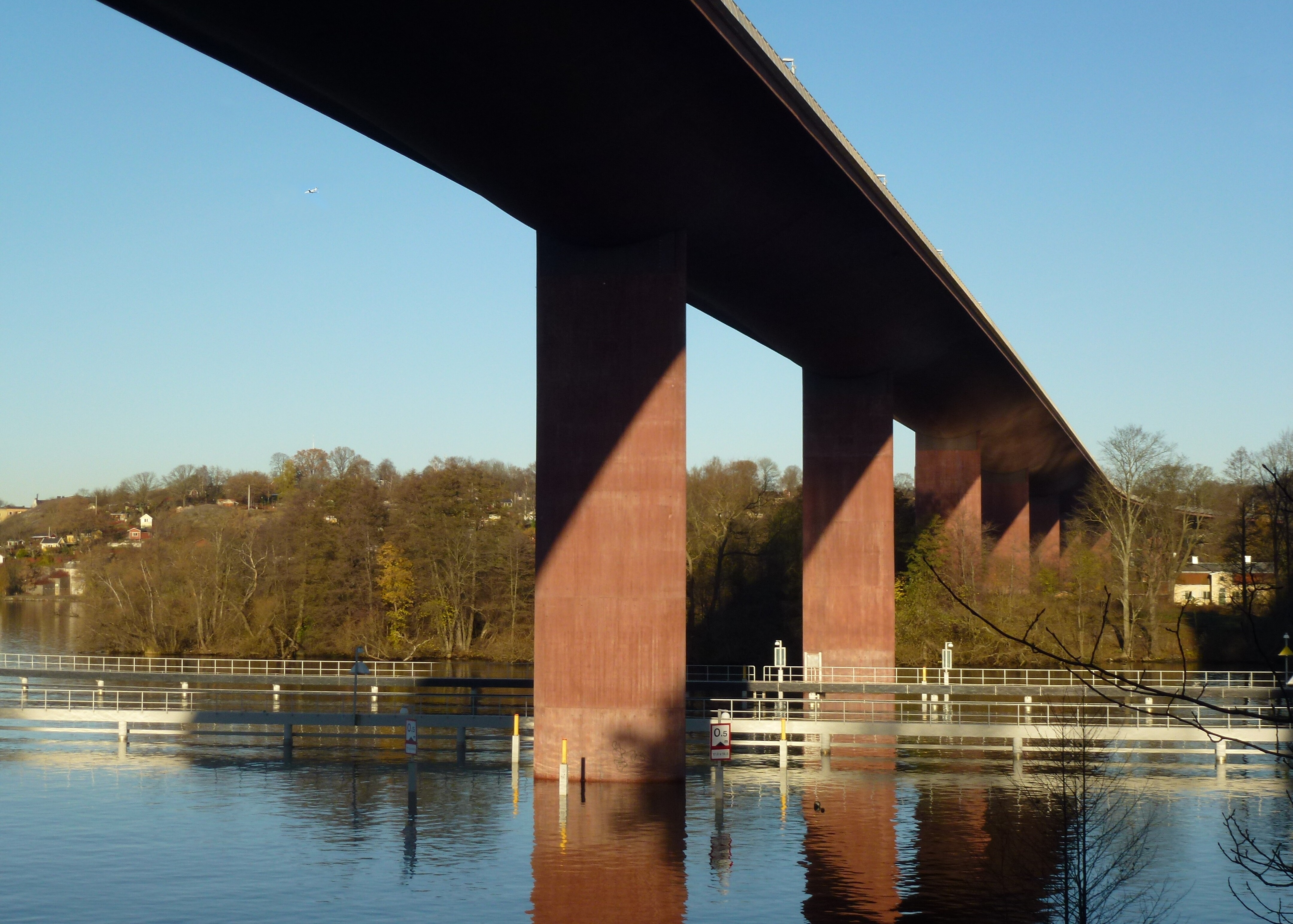
Le pont Ouest en novembre 2012.

La construction d'un deuxième pont est rendue nécessaire par l'augmentation constante du trafic ferroviaire au niveau de la gare centrale de Stockholm. Un concours architectural international est organisé, et c'est l'architecte britannique Norman Foster qui en sort vainqueur.

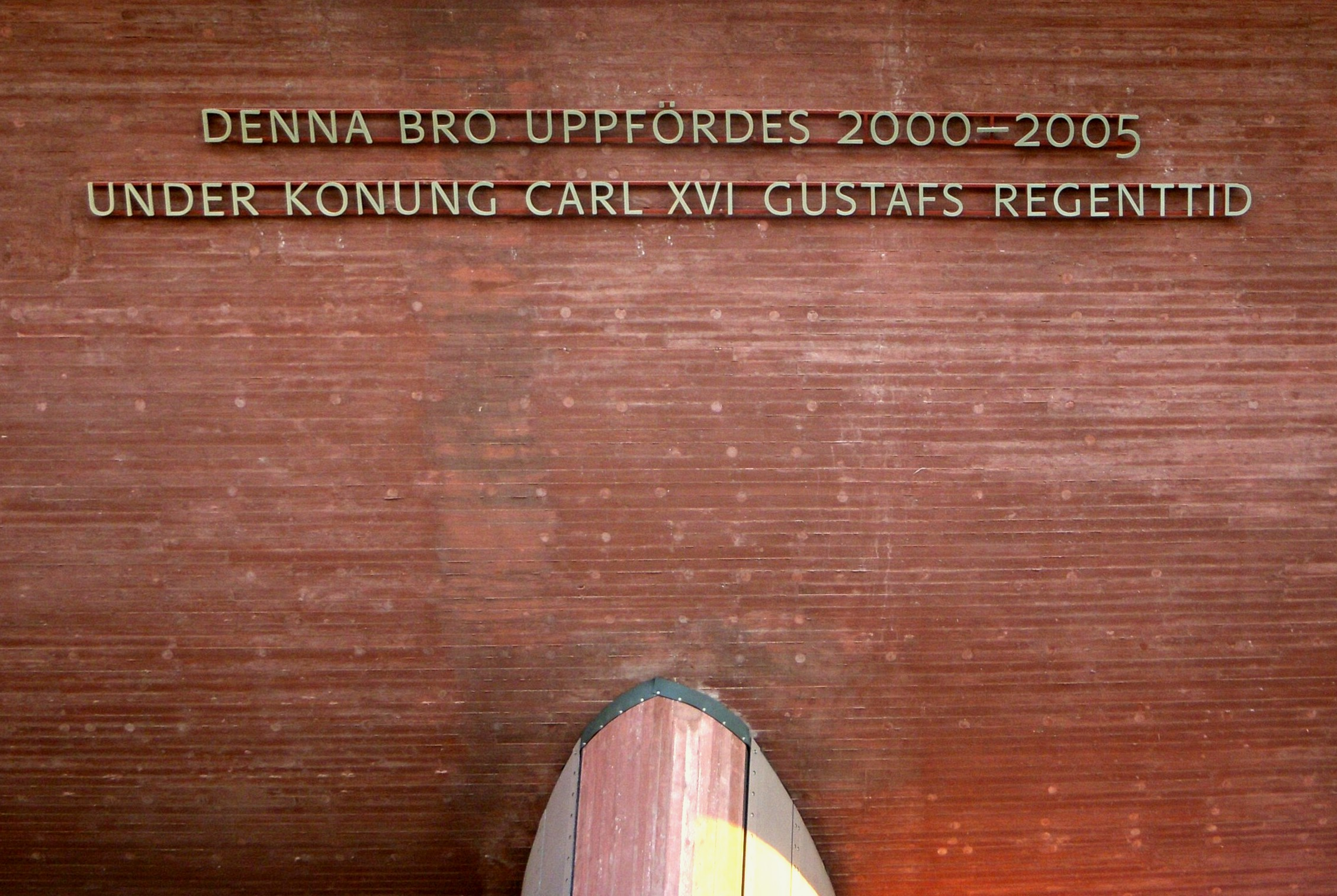
L'inscription.

Foster a dans l'idée un ouvrage d'art très fin, qui se manifesterait d'un simple trait au-devant de l'ancien pont. C'est le constructeur WSP Sverige qui prend en charge les travaux en collaboration avec le britannique Arup, qui a aussi participé à la définition du projet.
La construction du pont, en béton armé, commence en 2000. La finesse du tablier rend difficile la disposition de toutes les armatures nécessaires à la solidité de l'ouvrage. Le dessous du tablier, avec sa surface non développable, représente aussi un défi pour les ingénieurs. La faible hauteur ne permet pas non plus de poser les rails de façon traditionnelle, avec des traverses enchâssées dans du ballast. Ils sont donc montés directement sur une surface bétonnée, sans traverses.
Le tablier est creux. On y trouve une galerie d'inspection et diverses canalisations. Les piles, au nombre de dix, s'appuient sur la roche, jusqu'à 35 mètres sous l'eau. L'ouvrage est peint en rouge de falun, couleur choisie par Norman Foster qui la juge emblématique de la Suède. Le pont est ouvert au trafic en direction du nord le 22 mai 2005, et au trafic en direction du sud (de façon provisoire) le 12 juin de la même année. Il est inauguré par le roi Charles XVI Gustave le 28 août 2005.
Comme pour le pont Est, une inscription figure sur le côté du nouveau pont, près de la rive nord de la baie d'Årsta. On peut y lire : « ce pont a été construit sous le règne du roi Charles XVI Gustave entre 2000 et 2005 ».
Le tablier supporte deux voies de chemin de fer, ainsi qu'une voie pour les piétons et les cyclistes côté ouest et une voie pour les véhicules de service côté est. La longueur du pont est de 833 mètres et sa largeur de 19,5 mètres. La hauteur libre est de 26 mètres. Le maître d'ouvrage était l'administration suédoise des voies ferrées et le maître d'œuvre, Skanska.

### Photographies contemporaines

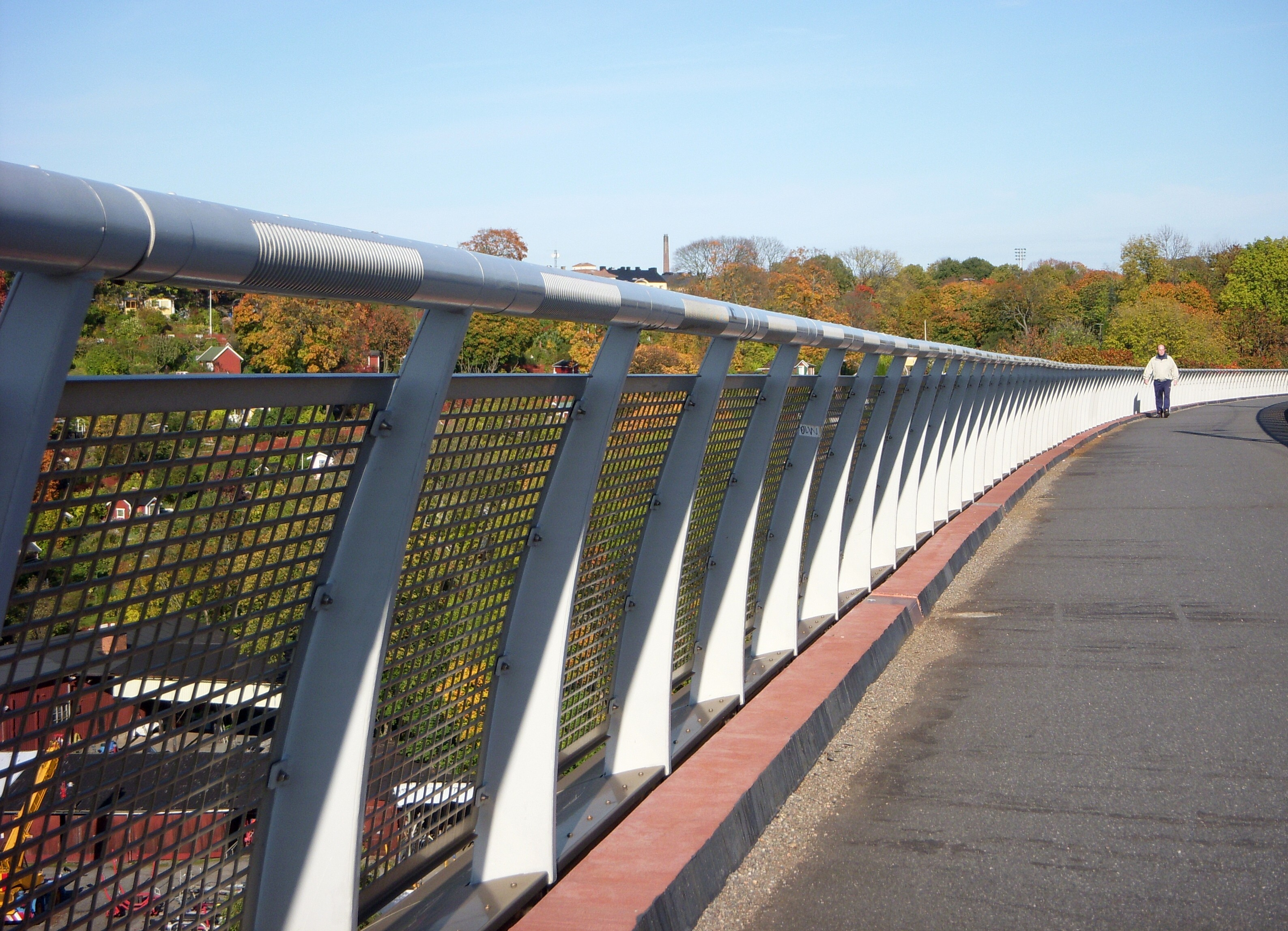
Garde-corps (détail).
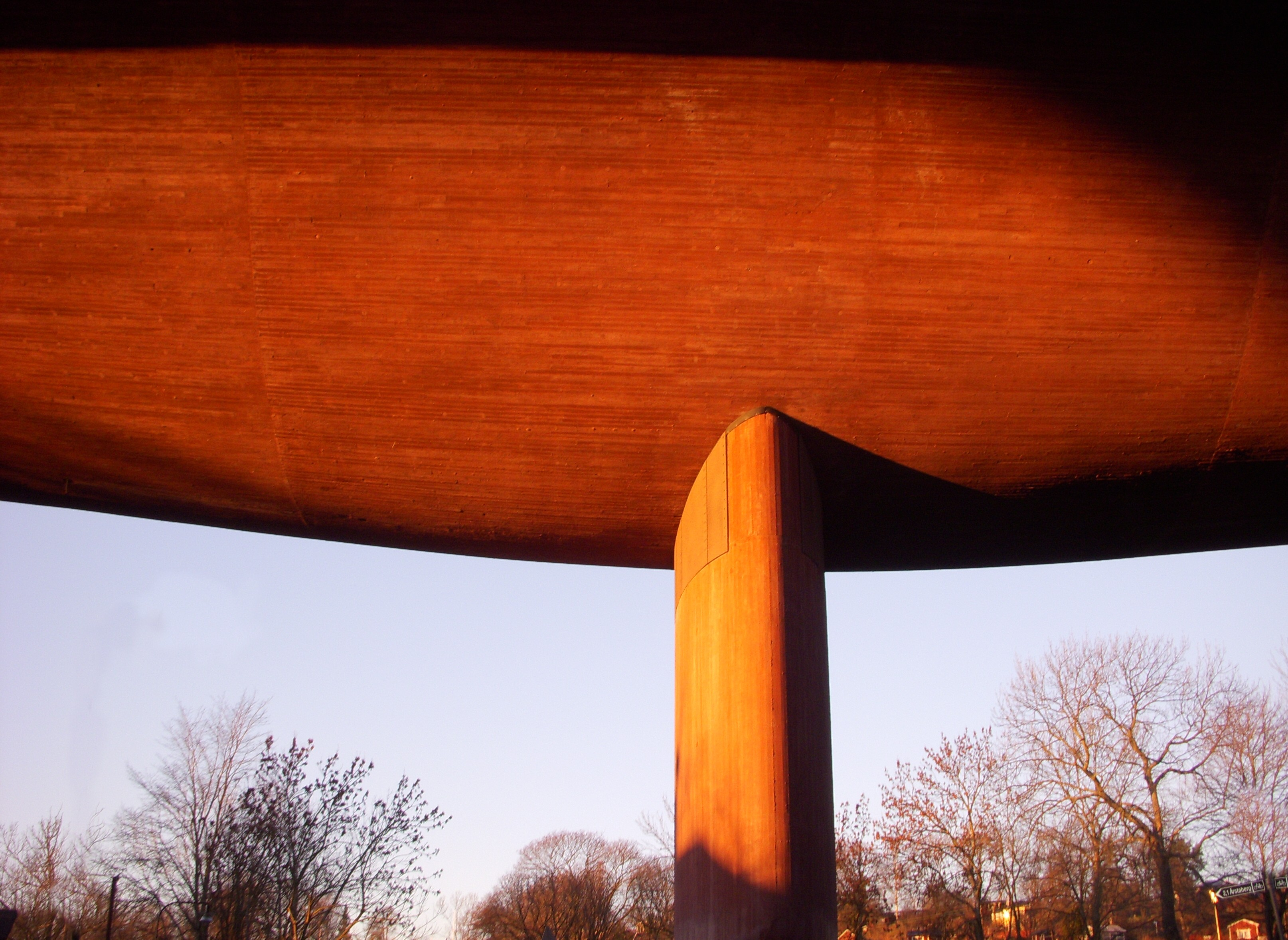
Une des piles au crépuscule.
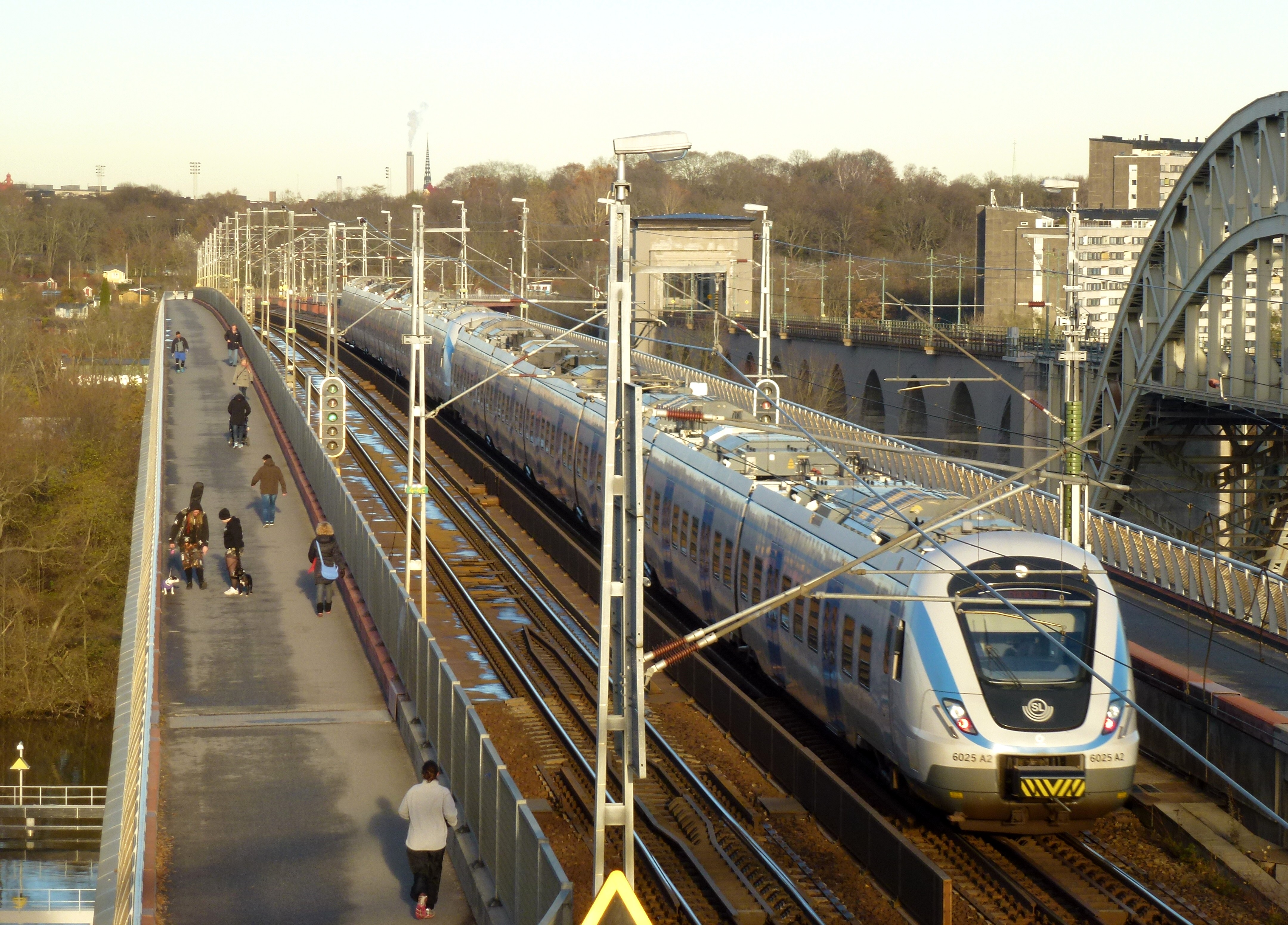
Passage d'un train local.

## Panorama

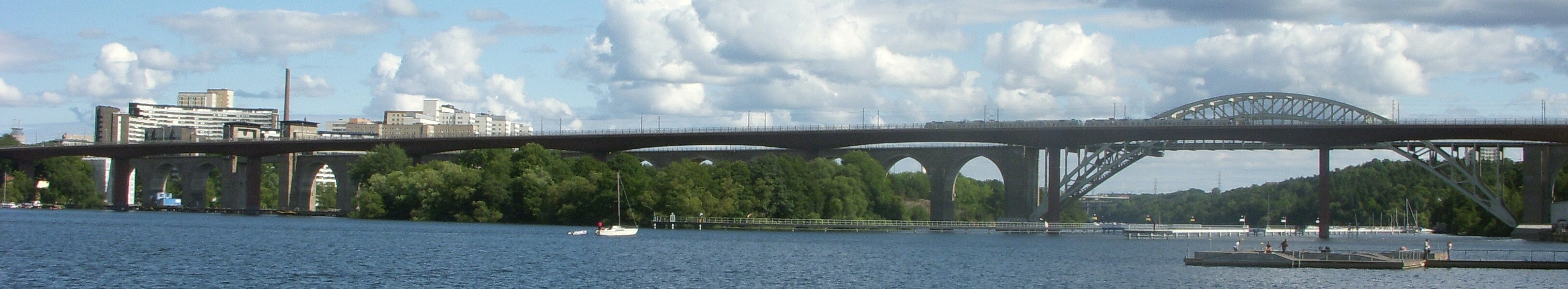
Le pont Ouest (au premier plan) et le pont Est, vus de la rive sud de la baie d'Årsta en août 2008.